# Tradicijska kuća u Gornjoj Stubici
Tradicijska kuća je objekt u općini Gornja Stubica zaštićeno kulturno dobro.

## Opis dobra
Objekt tradicijske arhitekture, drvena prizemnica s ukopanim drvenim podrumom, građena na tradicijski način stubičkog kraja sredinom 19. st., nalazi se u Gornjoj Stubici u Zagrebačkoj ulici br. 8. Izduženog pravokutnog tlocrta, građena je od horizontalno slaganih hrastovih planjki međusobno spajanih na preklop, tzv. „vugliće“, omazanih ilovačom i obijeljenih vapnom s vanjske strane. Prizemnica je izvorno troprostorna, s pristupom na sredini dužeg glavnog pročelja, orijentiranog prema ulici s kuhinjom u sredini i sobama sa svake strane. Sačuvana je stara stolarija.

## Zaštita
Pod oznakom Z-3507 zavedena je kao nepokretno kulturno dobro - pojedinačno, pravna statusa zaštićena kulturnog dobra, klasificirano kao "profana graditeljska baština".